# Кевін Чілтон
Кевін Патрік Чілтон (англ. Kevin Patrick Chilton) — астронавт НАСА. Здійснив три космічні польоти на шаттлах: STS-49 (1992, «Індевор»), STS-59 (1994, «Індевор») і STS-76 (1996, «Атлантіс»), генерал ВПС США.

## Освіта
- У 1972 році закінчив середню школу в місті Плайя-Дель-Рей, у штаті Каліфорнія.
- У 1976 році здобув ступінь бакалавра в галузі інженерних наук в Академії ВПС США.
- У 1977 році здобув ступінь магістра наук у галузі машинобудування в Університеті штату Колумбія.

## Військова кар'єра
- У 1978 році закінчив навчання на льотчика на авіабазі Вільямс, у штаті Аризона. Після стажування на літаку F-4 Phantom II був переведений на авіабазу «Кадена», Японія.
- З 1978 до 1980 року служив льотчиком-винищувачем і льотчиком-інструктором у Кореї, Японії і на Філіппінах.
- У 1981 році пройшов навчання на літаку F-15 Eagle і дістав призначення на авіабазу «Кадена», Японія.
- У 1982 році Чілтон закінчив навчання (зі званням Найкращий випускник року) в Школі льотчиків на авіабазі Максвелл, штат Алабама. Був розподілений на авіабазу «Холломан», штат Нью-Мексико. Чілтон літав на F-15, як льотчик-інструктор і командир ланки до 1984 року.
- У 1984 році був призначений на авіабазу «Еглін», штат Флорида, де він займався випробуваннями збройових систем на всіх моделях F-15 і F-4.
- У серпні 1987 року був направлений в НАСА як кандидат в астронавти

## Після польотів
Чілтон пробув 11 років своєї військової кар'єри як астронавт НАСА. Він досяг самого високого звання для військових астронавтів — генерал. Його останнім призначенням була посада Командувача Стратегічним командуванням США, яку він обіймав з 3 жовтня 2007 по 28 січня 2011 року. Він звільнився з ВПС 1 лютого 2011 року. 30 січня 2012 генерал Чілтон був призначений до ради директорів в компанію «Orbital Sciences Corporation».